# 2161 Grissom

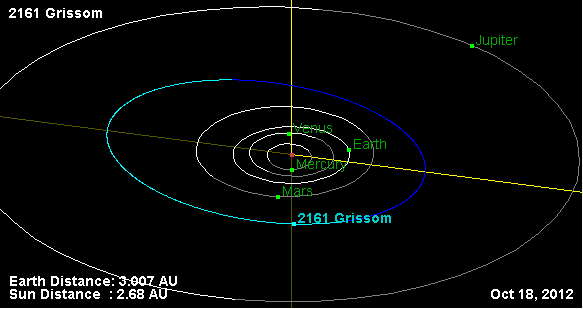
Simulare a orbitei asteroidului 2161 Grissom

2161 Grissom este un asteroid din centura principală, descoperit pe 17 octombrie 1963.